# Jagger Jones
Jagger Jones (Scottsdale, Arizona, 29 juli 2002) is een Amerikaans autocoureur. Hij is de zoon van voormalig autocoureur P.J. Jones en de kleinzoon van Indianapolis 500-winnaar Parnelli Jones.

## Carrière
Jones begon zijn autosportcarrière in het karting op negenjarige leeftijd en nam hierin deel aan zowel Amerikaanse als Europese kampioenschappen. In 2018 debuteerde hij in de late model-karts met een overwinning op de Myrtle Beach Speedway voor JR Motorsports. Ook won hij vijf races op het Kern County Raceway Park en won hiermee het lokale NASCAR Whelen All-American Late Model-kampioenschap.
In 2019 maakte Jones zijn NASCAR-debuut in de NASCAR K&N Pro Series West bij het team Sunrise Ford Racing. Hij werd tweede in zijn debuutrace op de Las Vegas Motor Speedway; hij lag op koers om de race te winnen, maar in de laatste ronde werd hij ingehaald. Later dat jaar behaalde hij alsnog zijn eerste zege op de All American Speedway. Hij stond in nog twee andere races op het podium en met 542 punten werd hij achter Derek Kraus tweede in het klassement. Tevens was hij hiermee de beste rookie van het jaar.
In 2020 had Jones oorspronkelijk geen racezitje, maar halverwege het jaar debuteerde hij in de NASCAR Advance Auto Parts Weekly Series. In 2021 reed hij geen races, maar in 2022 keerde hij terug in de autosport en debuteerde hij in de eenzitters in de U.S. F2000 bij het team Cape Motorsports. Hij won een race op het Barber Motorsports Park en stond hiernaast nog viermaal op het podium: twee keer op de Indianapolis Motor Speedway en een keer op zowel het Stratencircuit Saint Petersburg en het Stratencircuit Toronto. Met 294 punten werd hij achter Michael d'Orlando, Myles Rowe en Jace Denmark vierde in de eindstand.
In 2023 debuteert Jones in de Indy NXT, waarin hij zijn samenwerking met Cape Motorsports voortzet.